# Einzelhandelsboykott in Südosteuropa 2025
Die Einzelhandelsboykotte in Südosteuropa 2025 sind eine Reihe von Konsumentenboykotten gegen Einzelhandelsgeschäfte in Südosteuropa, die seit Ende Januar 2025 durchgeführt werden. Die Boykotte begannen am 24. Januar in Kroatien als Reaktion auf überzogene Einzelhandelspreise im ganzen Land. Danach breiteten sich die Boykotte in Serbien, Montenegro, Bosnien und Herzegowina, Nordmazedonien, Slowenien, Albanien, Rumänien, Bulgarien, Kosovo und Ungarn aus. In der Zwischenzeit gibt es in der Slowakei, Griechenland und Tschechien Pläne für Boykotte.
In den Boykotten wird großen Einzelhandelsketten vorgeworfen, sich an illegalen Preisabsprachen zu beteiligen. Eine weitere Rolle spielten die steigenden Lebensmittelpreise und Lebenshaltungskosten in der gesamten Region, die durch verschiedene wirtschaftliche Faktoren verursacht wurden. Die Boykotte erfahren eine breite öffentliche Unterstützung.

## Hintergrund
Die Preise in Kroatien waren im Vorfeld des Boykotts stark angestiegen, sodass Gehälter und Renten nicht mehr ausreichten. Der allgemeinen Preisanstieg verschärfte sich aufgrund der Inflation, die COVID-19-Pandemie und insbesondere durch den Beitritt Kroatiens in die Eurozone. Zudem wurde die Lage mit einer seit Jahren schrumpfende landwirtschaftliche Produktion, der starken Abhängigkeit von Importen und des Tourismus sowie den wenig effektiven Beamtenapparat. Außerdem kämpft das Land mit einer alternden Bevölkerung und der seit Jahrzehnten kontinuierlichen Auswanderung junger Menschen.

## Verlauf

### Beginn in Kroatien
Die Proteste und Boykotte nahmen ihren Lauf am 24. Januar in Kroatien und breiteten sich von den Großstädten bis in die Dörfer aus. Bürgerinnen und Bürger organisierten sich über Facebook und begannen mit einem eintägigen Boykott von Lebensmitteln wie Brot, Nudeln oder Fleisch. Ihr Protest wurde mittlerweile von Konsumentenverbänden, Gewerkschaften, Nichtregierungsorganisationen und einer großen Mehrheit der Bevölkerung unterstützt. Innerhalb einer Woche breitete sich der Boykott auf andere südosteuropäischen Ländern wie Serbien, Bosnien und Herzegowina, Montenegro und Nordmazedonien aus.